# A bocca chiusa
A bocca chiusa è un brano musicale scritto e interpretato da Daniele Silvestri, pubblicato come singolo il 13 febbraio 2013.

## Descrizione
Il brano, classificatosi al sesto posto al Festival di Sanremo 2013, è stato inserito nell'EP Che nemmeno Mennea.
Il relativo video è stato presentato dalla piattaforma Vevo, e ha la regia di Valerio Mastandrea. La sua particolarità è l'utilizzo della lingua dei segni.
Il brano viene poi incluso nella colonna sonora del film di Paola Cortellesi "C'è ancora domani" candidato ai David di Donatello.

## Tracce
1. A bocca chiusa – 3:57 (Daniele Silvestri)

## Classifiche
| Classifica (2013) | Posizione |
| ----------------- | --------- |
| Italia            | 23        |